# Robert Digges Wimberly Connor

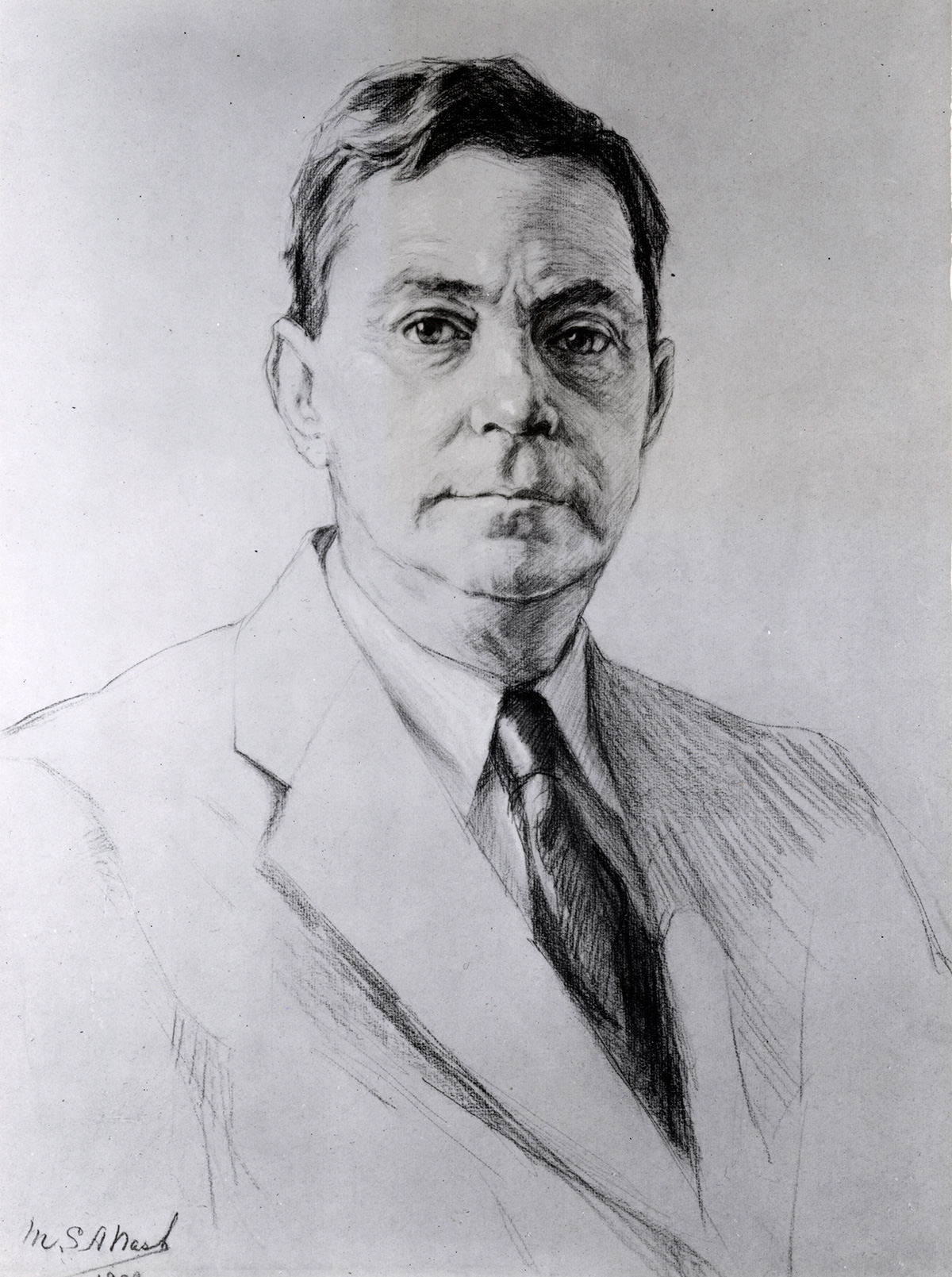
Robert Digges Wimberly Connor

Robert Digges Wimberly Connor (* 26. September 1878 in Wilson, North Carolina; † 25. Februar 1950) war ein US-amerikanischer Historiker und der erste Archivar der Vereinigten Staaten.

## Leben
Connor war der Sohn von Henry G. Connor und Kate Whitfield Connor. US-Präsident Franklin Roosevelt ernannte ihn zum Oberhaupt der National Archives. Er war in dieser Stellung vom 10. Oktober 1934 bis zum 15. September 1941 tätig. Davor war er als Geschichtsprofessor an der University of North Carolina at Chapel Hill tätig, an der er 1899 selbst graduiert hatte.